# صبا به تهنیت پیر می‌فروش آمد
غزلی با مطلعِ «صبا به تهنیت پیر می‌فروش آمد» غزل شمارهٔ ۱۷۵ از دیوانِ حافظ در تصحیحِ محمد قزوینی و قاسم غنی است.

## در اجراها
محمدرضا شجریان در برنامهٔ شمارهٔ ۱۸۷ گلهای تازه از مجموعهٔ گل‌های رنگارنگ این غزل را در دستگاهِ ماهور اجرا کرده‌است.همچنین در برنامه موسیقی ایرانی که بطریق اف ام پخش میشد با همکاری بانو مرضیه در برنامه 113 این شعر را اجرا کرده است.